# Jan Emanuel Rozwadowski
Jan Emanuel Jordan-Rozwadowski herbu Trąby (ur. 6 sierpnia 1872 w Babinie, zm. 19 marca 1935 w Warszawie) – polski polityk, działacz niepodległościowy.

## Wykształcenie
Po skończeniu niższego gimnazjum we Lwowie i wyższego gimnazjum w Stanisławowie Jan zdał maturę i rozpoczął studia na Uniwersytecie Jagiellońskim. O wyborze charakteru wykształcenia miał zadecydować jeszcze jego ojciec, będący przeciwnikiem szkół wojskowych, które były bardzo popularne wśród rodu Rozwadowskich.
W 1895 roku Jan Emanuel Rozwadowski uzyskał doktorat z ekonomii i rozpoczął pracę w Dyrekcji Skarbu w Krakowie i Lwowie. Rok później ożenił się ze swoją kuzynką Marią Rozwadowską (ur. 1874, wnuczka Erazma Rozwadowskiego). Mimo zaaranżowania tego małżeństwa na zasadach partnerskich okazało się ono niezwykle udane.
W 1899 roku Rozwadowski wyjechał na dalsze studia ekonomiczne do Niemiec na uniwersytety w Halle i Berlinie. Od 1900 roku zajmował się zagadnieniem kolonizacji pruskiej w poznańskim, co zaowocowało pracą „Parcelacja wielkich własności w świetle postępowania pruskich instytucji pośredniczących”. W następnych latach badał problem bezrobocia rolnego w Galicji. Wskazywał wówczas na zagrożenie ze strony Ukraińców. Po uzyskaniu habilitacji w 1905 roku, wykładał w latach 1907–1912 jako docent prywatny ekonomii politycznej na Wydziale Prawa i Umiejętności Politycznych Uniwersytetu Lwowskiego.
Poza pracą uniwersytecką Jan Emanuel Rozwadowski należał do wielu organizacji społeczno zawodowych m.in.: Towarzystwa Zjednoczonych Kół Zjazdów Rolniczych, Podolskiego Związku Hodowców Bydła Mlecznego, Galicyjskiego Towarzystwa Kredytowego Wiejskiego, Komisji Krajowej do Spraw Rolniczych. Jan Rozwadowski Członek i działacz Galicyjskiego Towarzystwa Gospodarskiego, członek jego Komitetu (24 czerwca 1910 – 13 czerwca 1912), jego wiceprezes (13 czerwca 1912 – 20 czerwca 1914).

## Działalność niepodległościowa przed I wojną światową
Jan Emanuel Rozwadowski już w pierwszych latach XX wieku związał się z obozem narodowym. Publikował w czasopismach Narodowej Demokracji w „Przeglądzie Wszechpolskim” i lwowskim „Słowie Polskim”. Czynnie uczestniczył w działalności powołanego do życia w 1904 roku Stronnictwa Demokratyczno-Narodowego w Galicji. Równocześnie należał od 1905 roku do tajnej Ligi Narodowej w Galicji i Komitetu Krajowego Ligi Narodowej.

## I wojna światowa
Po wybuchu I wojny światowej, wszedł jako przedstawiciel SD-N do sekcji zachodniej Naczelnego Komitetu Narodowego, obejmując funkcję sekretarza generalnego. Był przeciwnikiem wciągania w akcje antyrosyjskie polskiego społeczeństwa Królestwa Polskiego. Sprzeciwiał się składaniu przez legionistów przysięgi według roty dla austriackiego pospolitego ruszenia. Jego wielkim politycznym wrogiem był Ignacy Daszyński.
Po ustąpieniu z NKN Rozwadowski wyjechał do Wiednia, musiał stamtąd jednak uciekać przed władzami austriackimi. Na wiosnę 1915 roku wraz z rodziną znalazł schronienie w Szwajcarii. We wrześniu 1915 założył tam wraz z Erazmem Piltzem, Marianem Seydą oraz Aleksandrem Skarbkiem Centralną Agencję Polską w Lozannie. W listopadzie 1915 roku Rozwadowski wszedł do tajnego Koła Politycznego, stworzonego przez polityków SD-N i Stronnictwa Polityki Realnej z zadaniem kierowania całością polskiej polityki na zachodzie.
Wspólnie z Seydą Rozwadowski powołał w 1916 roku na emigracji Komitet wydawnictwa Encyclopedie Polonaise we Fryburgu, którego celem było rozpowszechnianie wiedzy o Polsce na zachodzie.
Agencja Lozańska fundusze otrzymywała od Polonii Amerykańskiej. Wskutek wewnętrznych sporów doszło do wstrzymania finansowania przez Polonię Centralnej Agencji Polski. W maju 1916 roku wysłano do Ameryki Rozwadowskiego w celu wyjaśnienia wszystkich nieporozumień. Misja Rozwadowskiego okazała się wielkim sukcesem. Udało mu się pozyskać dla akcji CAP Ignacego Jana Paderewskiego oraz znanego bankiera polskiego pochodzenia Jana Smulskiego. Efektem podróży Rozwadowskiego do Stanów było skonsolidowanie ugrupowań katolickich i narodowo-demokratycznych oraz powołanie wspólnego Wydziału Narodowego Polskiego Centralnego Komitetu Ratunkowego w Chicago. Finansowanie CAP i Wydawnictw we Fryburgu zostało wznowione.
11 listopada 1916 roku Jan Emanuel Rozwadowski złożył podpis pod protestem przeciwko aktowi 5 listopada.

## Działalność w Komitecie Narodowym Polskim

Jan Emanuel Rozwadowski (stoi drugi od lewejzdjęcie) wśród działaczy Komitetu Narodowego Polskiego w Paryżu w 1918 roku.

W lecie 1917 roku Rozwadowski brał udział rozmowach, których efektem było powołanie do życia 15 sierpnia 1917 roku Komitetu Narodowego Polskiego w Paryżu. Rozwadowski należał do komitetu przez cały okres jego istnienia. Pełnił w nim różnorodne funkcje m.in. reprezentanta KNP w Bernie, sekretarza KNP oraz kierownika Wydziału Naukowo-Propagandowego, szefa Wydziału Stosunków z Krajem, szefa Wydziału V: Studiów, Wydawnictw i Propagandy. Stał także na czele Wydziału Spraw Cywilnych KNP, niosąc Polakom pomoc konsularną.
Będąc członkiem KNP, Rozwadowski uczestniczył wraz z Romanem Dmowskim i Marianem Sydą w wielu konferencjach w celu opracowania programu przebudowy Europy Środkowej po zakończeniu działań wojennych.
W październiku 1918 roku Jan Emanuel Rozwadowski i Stanisław Grabski rozpoczęli w Paryżu organizować Wydział Prac Kongresowych, którego celem było przygotowanie m.in. polskich postulatów na konferencję pokojową. Następnie Rozwadowski był doradcą przy Delegacji Polskiej na Konferencję Pokojową, był ekspertem przede wszystkim do spraw geograficznych i etnograficznych.
Kolejnym ważnym zagadnieniem działalności Jana Emanuela Rozwadowskiego była przynależność do Polski Galicji Wschodniej ze Lwowem. W walce o te ziemie szczególne zasługi mieli właśnie Rozwadowscy. Kuzyn Jana Tadeusz Rozwadowski w czasie wojny polsko-ukraińskiej był dowódcą Armii Wschód i bohatersko bronił Lwowa. Natomiast Jan działał na polu dyplomatycznym, w kwietniu 1919 roku wszedł w skład Komisji do spraw Galicji. Stanowczo przeciwstawiał się wszystkim niekorzystnym dla Polski projektom. Jan Emanuel Rozwadowski reprezentował Polskę także w powołanej do życia przez Radę Najwyższą Konferencji Pokojowej „Komisji VII: Spraw Ekonomicznych”. Poza tym Jan miał zasługi na polu umacniania przyjaźni polsko-francuskiej, dzięki niemu w 1919 roku powstało stowarzyszenie „France-Pologne” oraz pismo „La Pologne”.

## W niepodległej Polsce
Podpisanie traktatu wersalskiego zakończyło misję Rozwadowskiego. Znaczny wpływ na decyzję o powrocie do Polski miała śmierć jego żony. W kraju mógł liczyć na pomoc rodziny w wychowaniu piątki swoich dzieci. Zamieszkał we Lwowie, gdzie otrzymał posadę dyrektora Banku Ziemskiego.
Rozwadowski nadal działał w polityce. W latach 1920–1928 był prezesem Związku Ludowo-Narodowego w Małopolsce Wschodniej, a później prezesem Stronnictwa Narodowego. W czasie organizowania Obozu Wielkiej Polski częstym gościem w domu Rozwadowskiego był Roman Dmowski.
W 1924 roku Rozwadowski po raz drugi się ożenił. Jego żoną została Jadwiga z Łosiów.
W latach 1925–1927 należał do Rady Głównej Ligi Narodowej, a później do Straży Narodowej. Aktywnie pomagał działaczom i młodzieży prześladowanej po 1926 roku przez władze sanacyjne.
Jan Emanuel Rozwadowski zmarł nagle 19 marca 1935 roku podczas pobytu w Warszawie. Uroczysty pogrzeb odbył się 22 marca 1935 roku we Lwowie. Mszę świętą za duszę zmarłego odprawili arcybiskupi Bolesław Twardowski i Józef Teodorowicz.

## Rodzina
Był synem powstańca styczniowego Bartłomieja Rozwadowskiego (1846-1882), uchodzącego za człowieka niezwykle wykształconego, absolwenta Uniwersytetów Krakowskiego i Lwowskiego, słuchacza kursów literacko-filozoficznych na Sorbonie. Matką Jana była bliska krewna Rozwadowskich Maria z Szymanowskich herbu Ślepowron. Jan miał liczne rodzeństwo, poza żyjącymi tylko kilka tygodni Szymonem i Mieczysławem, byli to Zofia Dembińska, Aniela Komornicka, Wincenty Rozwadowski i Franciszek Rozwadowski. Bliskimi krewnymi Jana byli m.in. generał Tadeusz Rozwadowski i Jan Michał Rozwadowski. W wieku 10 lat Jan utracił ojca, matka wychowywała go i jego rodzeństwo samotnie.
Jan Emanuel Rozwadowski był głównym inicjatorem założenia w 1897 roku Związku Rodziny Jordan-Rozwadowskich i autorem statutu tego stowarzyszenia. W skład Związku weszli wówczas – synowie Tomisława Rozwadowskiego: Tadeusz, Samuel i Wiktor, synowie Bartłomieja Rozwadowskiego: Jan Emanuel i Wincenty, synowie Franciszka Rozwadowskiego: Adam i Jerzy oraz Stefan Rozwadowski. Do związku przyjęto także spowinowaconych Tomisława i Zdzisława Jędrzejowiczów i Leona Podleskiego.
Jan Emanuel Rozwadowski miał pięcioro dzieci, wszystkie z pierwszego małżeństwa. Byli to: Cecylia Rozwadowska (1903–1946) – porucznik Armii Krajowej, jeniec obozu Oberlangen, Janina po mężu Filliol (1905–1990) – działaczka ruchu oporu we Francji, Mieczysław Andrzej Rozwadowski (1906–1939) – inżynier mechaniki i lotnictwa, który poległ pod Kockiem w 1939 roku, Franciszek Rozwadowski (1910–1990) – inżynier rolnictwa, oficer Polskich Sił Zbrojnych na Zachodzie oraz Wincenty Jordan Rozwadowski ps. „Pascal” (1916–1975) – szef siatki wywiadowczej F2 we Francji podczas II wojny światowej, działacz antyrasistowski, członek Demokratycznej Partii Suazi.